# 愉園遊樂場
愉園遊樂場，是香港第一个公众游乐场，位于跑马地黄泥涌道，原址现为养和医院。
愉園始建于20世纪初，为一座人工园林，由西式的大宅建築，到中式的亭台樓閣，人工花園、盆景、假山、小橋流水，也有秋千及射击等娱乐项目，場內另有餐廳出售紅茶咖啡、粥粉麵飯。愉園一度成为与广州东园及上海张园齐名的公众游乐场。1918年跑马地马场大火后，因為遊人减少而最终歇业。歇业后改为疗养院，后來再改为养和医院。

## 相關參見
- 愉園